# Друцкие-Любецкие
Друцкие-Любецкие — польско-литовский княжеский род русского происхождения герба Друцк, отрасль князей Друцких.
Князь Григорий Семёнович Друцкий (XVIII колено от Рюрика), в 1422 году подписал договор Великого княжества Литовского с Орденом вместе с братьями. Его сын, князь Василий Григорьевич, от брака с дочерью киевского воеводы Юрши оставил двух сыновей — князя Богдана и князя Романа. Первый из них по завещанию тётки, сестры матери в 1488 году получили имение Любче с приселками в Луцком повете (уезде). После смерти бездетного князя Богдана Васильевича король Александр в 1500 году подтвердил его брату, князю Роману Васильевичу все привилегии на Любче.
Князь Роман и стал родоначальником ветви князей Друцких, получивших дополнительное наименование — Любецкие. В первой половине XVI века они также именовались князьями Видиницкими (по имению Видиниче, расположенному там же).
Франциск-Ксаверий Друцкой-Любецкий (1778—1846) был министром финансов в Царстве Польском и членом государственного совета. Разрешение пользоваться княжеским титулом в Королевстве Прусском последовало 10/21.12.1798 года. Высочайше утверждённым 24.01.1851 мнением Государственного Совета дозволено пользоваться княжеским титулом в Российской Империи.
Князь Иерони́м Эдвинович Друцкий-Любе́цкий (1861—1919) — крупный помещик и общественный деятель Минской губернии, член I Государственной думы, член Государственного совета по выборам.
Князь Константин Друцкий-Любецкий (польск. Konstanty Drucki-Lubecki; 1893—1940) — польский кавалерийский военачальник, полковник (посмертно — бригадный генерал), участник Советско-польской войны и обороны Польши в 1939 году.
В новогоднюю ночь 1942 года усадебный дом в Шеметово был сожжен советскими партизанами из отряда Фёдора Маркова. Во время атаки погибли 19 мирных жителей, в том числе последняя хозяйка усадьбы Габриела Скирмунт, её дочь Лидия Габриела Карибут-Дашкевич, князь Юзеф (Иосиф) Друцкий-Любецкий и администратор имения Бочковский.